# Francia en la Copa Mundial de Fútbol de 2022
La selección de Francia fue uno de los treinta y dos equipos participantes en la Copa Mundial de Fútbol de 2022, torneo que se llevó a cabo del 20 de noviembre al 18 de diciembre en Catar.
Fue la decimosexta participación de Francia, formó parte del Grupo D, junto a Australia, Dinamarca y Túnez. En la fase final derrotó a Polonia en los octavos de final, a Inglaterra en cuartos de final, en las semifinales a Marruecos, en la final cayó derrotado ante Argentina en los tiros desde el punto penal, siendo el subcampeón del torneo y además obteniendo el mejor resultado para un campeón defensor desde 1998.

## Clasificación
La selección de Francia inició su camino al mundial desde la primera ronda de la clasificación europea. Debido a la pandemia de covid-19 en 2020 no se disputó ningún partido, comenzó en marzo de 2021 con los encuentros correspondientes a la fase de grupos. Al terminar en el primer lugar del Grupo D clasificó de manera directa a la Copa Mundial.

### Tabla de posiciones
| Selección            | Pts. | PJ | PG | PE | PP | GF | GC | Dif |
| -------------------- | ---- | -- | -- | -- | -- | -- | -- | --- |
| Francia              | 18   | 8  | 5  | 3  | 0  | 18 | 3  | 15  |
| Ucrania              | 12   | 8  | 2  | 6  | 0  | 11 | 8  | 3   |
| Finlandia            | 11   | 8  | 3  | 2  | 3  | 10 | 10 | 0   |
| Bosnia y Herzegovina | 8    | 8  | 1  | 5  | 3  | 9  | 12 | –3  |
| Kazajistán           | 3    | 8  | 0  | 3  | 5  | 5  | 20 | –15 |

|  | Clasificado a la Copa Mundial. |
|  | Clasificado a los play-offs.   |

### Partidos
| Fecha                   | Lugar            | Jornada                  | Local                | Resultado | Visitante            |
| ----------------------- | ---------------- | ------------------------ | -------------------- | --------- | -------------------- |
| 24 de marzo de 2021     | Saint-Denis      | Primera ronda - Fecha 1  | Francia              | 1:1 (1:0) | Ucrania              |
| 27 de marzo de 2021     | Astaná           | Primera ronda - Fecha 2  | Kazajistán           | 0:2 (0:2) | Francia              |
| 30 de marzo de 2021     | Sarajevo         | Primera ronda - Fecha 3  | Bosnia y Herzegovina | 0:1 (0:0) | Francia              |
| 1 de septiembre de 2021 | Estrasburgo      | Primera ronda - Fecha 4  | Francia              | 1:1 (1:1) | Bosnia y Herzegovina |
| 4 de septiembre de 2021 | Kiev             | Primera ronda - Fecha 5  | Ucrania              | 1:1 (1:0) | Francia              |
| 7 de septiembre de 2021 | Décines-Charpieu | Primera ronda - Fecha 6  | Francia              | 2:0 (1:0) | Finlandia            |
| 13 de noviembre de 2021 | París            | Primera ronda - Fecha 9  | Francia              | 8:0 (3:0) | Kazajistán           |
| 16 de noviembre de 2021 | Helsinki         | Primera ronda - Fecha 10 | Finlandia            | 0:2 (0:0) | Francia              |

## Preparación

### Amistosos previos
| 25 de marzo de 2022 | Francia                         | 2:1 (1:1) | Costa de Marfil | Stade Vélodrome, Marsella                                  |                                                            |
| 21:15 (UTC+1)       | - Giroud 22' - Tchouaméni 90+3' | Reporte   | - Pépé 19'      | Asistencia: 62 510 espectadores Árbitro(s): Vitor Ferreira | Asistencia: 62 510 espectadores Árbitro(s): Vitor Ferreira |

| Uniformes | Uniformes |
| --------- | --------- |
|           |           |

| 29 de marzo de 2022 | Francia                                                                  | 5:0 (2:0) | Sudáfrica | Estadio Pierre-Mauroy, Villeneuve d'Ascq                   |                                                            |
| 21:15 (UTC+2)       | - Mbappé 23', 76' (pen.) - Giroud 33' - Ben Yedder 81' - Guendouzi 90+2' | Reporte   |           | Asistencia: 48 120 espectadores Árbitro(s): Sandro Schärer | Asistencia: 48 120 espectadores Árbitro(s): Sandro Schärer |

| Uniformes | Uniformes |
| --------- | --------- |
|           |           |

### Partidos oficiales
| 3 de junio de 2022 | Francia     | 1:2 (0:0) | Dinamarca          | Estadio de Francia, Saint-Denis                                                 |                                                                                 |
| 20:45 (UTC+2)      | Benzema 51' | Reporte   | Cornelius 68', 88' | Asistencia: 75 833 espectadores Árbitro(s): Felix Zwayer VAR: Christian Dingert | Asistencia: 75 833 espectadores Árbitro(s): Felix Zwayer VAR: Christian Dingert |

| Uniformes | Uniformes |
| --------- | --------- |
|           |           |

| 6 de junio de 2022 | Croacia             | 1:1 (0:0) | Francia    | Estadio Poljud, Split                                                       |                                                                             |
| 20:45 (UTC+2)      | Kramarić 83' (pen.) | Reporte   | Rabiot 52' | Asistencia: 30 000 espectadores Árbitro(s): Marco Guida VAR: Marco Di Bello | Asistencia: 30 000 espectadores Árbitro(s): Marco Guida VAR: Marco Di Bello |

| Uniformes | Uniformes |
| --------- | --------- |
|           |           |

| 10 de junio de 2022 | Austria     | 1:1 (1:0) | Francia    | Estadio Ernst Happel, Viena                                                                  |                                                                                              |
| 20:45 (UTC+2)       | Weimann 37' | Reporte   | Mbappé 83' | Asistencia: 44 800 espectadores Árbitro(s): Anastasios Sidiropoulos VAR: Massimiliano Irrati | Asistencia: 44 800 espectadores Árbitro(s): Anastasios Sidiropoulos VAR: Massimiliano Irrati |

| Uniformes | Uniformes |
| --------- | --------- |
|           |           |

| 13 de junio de 2022 | Francia | 0:1 (0:1) | Croacia          | Estadio de Francia, Saint-Denis                                            |                                                                            |
| 20:45 (UTC+2)       |         | Reporte   | Modrić 5' (pen.) | Asistencia: 77 410 espectadores Árbitro(s): Orel Grinfeld VAR: Marco Fritz | Asistencia: 77 410 espectadores Árbitro(s): Orel Grinfeld VAR: Marco Fritz |

| Uniformes | Uniformes |
| --------- | --------- |
|           |           |

| 22 de septiembre de 2022 | Francia                   | 2:0 (0:0) | Austria | Estadio de Francia, Saint-Denis                                                |                                                                                |
| 20:45 (UTC+2)            | - Mbappé 56' - Giroud 65' | Reporte   |         | Asistencia: 70 188 espectadores Árbitro(s): Andreas Ekberg VAR: Fredrik Klitte | Asistencia: 70 188 espectadores Árbitro(s): Andreas Ekberg VAR: Fredrik Klitte |

| Uniformes | Uniformes |
| --------- | --------- |
|           |           |

| 25 de septiembre de 2022 | Dinamarca                      | 2:0 (2:0) | Francia | Parken Stadion, Copenhague                                                       |                                                                                  |
| 20:45 (UTC+2)            | - Dolberg 34' - Skov Olsen 39' | Reporte   |         | Asistencia: 36 064 espectadores Árbitro(s): István Kovács VAR: Christian Dingert | Asistencia: 36 064 espectadores Árbitro(s): István Kovács VAR: Christian Dingert |

| Uniformes | Uniformes |
| --------- | --------- |
|           |           |

## Plantel

### Lista de convocados
Entrenador:  Didier Deschamps
La lista final fue anunciada el 9 de noviembre de 2022. El 14 de noviembre de 2022 se anunció la inclusión de Marcus Thuram y la salida por lesión de Presnel Kimpembe, siendo reemplazado por Axel Disasi. El 15 de noviembre se anunció la salida de Christopher Nkunku por lesión, siendo reemplazado por Randal Kolo Muani un día después. El 19 de noviembre se anunció la salida de Karim Benzema por lesión, el cual no tuvo ningún reemplazo.
| No. | Pos. | Jugador             | Fecha de nacimiento (edad)         | Apa. | Goles | Club                      |
| --- | ---- | ------------------- | ---------------------------------- | ---- | ----- | ------------------------- |
| 1   | POR  | Hugo Lloris         | 26 de diciembre de 1986 (35 años)  | 139  | 0     | Tottenham Hotspur F. C.   |
| 2   | DEF  | Benjamin Pavard     | 28 de marzo de 1996 (26 años)      | 46   | 2     | F. C. Bayern Múnich       |
| 3   | DEF  | Axel Disasi         | 11 de marzo de 1998 (24 años)      | 0    | 0     | A. S. Mónaco F. C.        |
| 4   | DEF  | Raphaël Varane      | 25 de abril de 1993 (29 años)      | 87   | 5     | Manchester United F. C.   |
| 5   | DEF  | Jules Koundé        | 12 de noviembre de 1998 (24 años)  | 12   | 0     | F. C. Barcelona           |
| 6   | MED  | Mattéo Guendouzi    | 14 de abril de 1999 (23 años)      | 6    | 1     | Olympique de Marsella     |
| 7   | DEL  | Antoine Griezmann   | 21 de marzo de 1991 (31 años)      | 110  | 42    | C. Atlético de Madrid     |
| 8   | MED  | Aurélien Tchouaméni | 27 de enero de 2000 (22 años)      | 14   | 1     | Real Madrid C. F.         |
| 9   | DEL  | Olivier Giroud      | 30 de septiembre de 1986 (36 años) | 114  | 49    | A. C. Milan               |
| 10  | DEL  | Kylian Mbappé       | 20 de diciembre de 1998 (23 años)  | 59   | 28    | París Saint-Germain F. C. |
| 11  | DEL  | Ousmane Dembélé     | 15 de mayo de 1997 (25 años)       | 28   | 4     | F. C. Barcelona           |
| 12  | DEL  | Randal Kolo Muani   | 5 de diciembre de 1998 (23 años)   | 2    | 0     | Eintracht Fráncfort       |
| 13  | MED  | Youssouf Fofana     | 10 de enero de 1999 (23 años)      | 2    | 0     | A. S. Mónaco F. C.        |
| 14  | MED  | Adrien Rabiot       | 3 de abril de 1995 (27 años)       | 29   | 2     | Juventus F. C.            |
| 15  | MED  | Jordan Veretout     | 1 de marzo de 1993 (29 años)       | 5    | 0     | Olympique de Marsella     |
| 16  | POR  | Steve Mandanda      | 28 de marzo de 1985 (37 años)      | 34   | 0     | Stade Rennes F. C.        |
| 17  | DEF  | William Saliba      | 24 de marzo de 2001 (21 años)      | 7    | 0     | Arsenal F. C.             |
| 18  | DEF  | Dayot Upamecano     | 27 de octubre de 1998 (24 años)    | 7    | 1     | F. C. Bayern Múnich       |
| 19  | DEL  | Karim Benzema       | 19 de diciembre de 1987 (34 años)  | 97   | 37    | Real Madrid C. F.         |
| 20  | DEL  | Kingsley Coman      | 13 de junio de 1996 (26 años)      | 40   | 5     | F. C. Bayern Múnich       |
| 21  | DEF  | Lucas Hernández     | 14 de febrero de 1996 (26 años)    | 32   | 0     | F. C. Bayern Múnich       |
| 22  | DEF  | Theo Hernández      | 6 de octubre de 1997 (25 años)     | 7    | 1     | A. C. Milan               |
| 23  | POR  | Alphonse Areola     | 27 de febrero de 1993 (29 años)    | 5    | 0     | West Ham United F. C.     |
| 24  | DEF  | Ibrahima Konaté     | 25 de mayo de 1999 (23 años)       | 2    | 0     | Liverpool F. C.           |
| 25  | MED  | Eduardo Camavinga   | 10 de noviembre de 2002 (20 años)  | 4    | 1     | Real Madrid C. F.         |
| 26  | DEL  | Marcus Thuram       | 6 de agosto de 1997 (25 años)      | 4    | 0     | Borussia Mönchengladbach  |

## Participación
- Los horarios son correspondientes a la hora local de Catar (UTC+3).

### Partidos
| Fecha           | Lugar     | Instancia        | Local      |                       | Resultado               |                      | Visitante |
| --------------- | --------- | ---------------- | ---------- | --------------------- | ----------------------- | -------------------- | --------- |
| 22 de noviembre | Al Wakrah | Fase de grupos   | Francia    | Bandera de Francia    | 4:1 (2:1)               | Bandera de Australia | Australia |
| 26 de noviembre | Doha      | Fase de grupos   | Francia    | Bandera de Francia    | 2:1 (0:0)               | Bandera de Dinamarca | Dinamarca |
| 30 de noviembre | Rayán     | Fase de grupos   | Túnez      | Bandera de Túnez      | 1:0 (0:0)               | Bandera de Francia   | Francia   |
| 4 de diciembre  | Doha      | Octavos de final | Francia    | Bandera de Francia    | 3:1 (2:0)               | Bandera de Polonia   | Polonia   |
| 10 de diciembre | Jor       | Cuartos de final | Inglaterra | Bandera de Inglaterra | 1:2 (0:1)               | Bandera de Francia   | Francia   |
| 14 de diciembre | Jor       | Semifinales      | Francia    | Bandera de Francia    | 2:0 (1:0)               | Bandera de Marruecos | Marruecos |
| 18 de diciembre | Lusail    | Final            | Argentina  | Bandera de Argentina  | 3:3 (2:2, 2:0) (4:2 p.) | Bandera de Francia   | Francia   |

### Fase de grupos - Grupo D
| Selección | Pts | PJ | PG | PE | PP | GF | GC | Dif |
| --------- | --- | -- | -- | -- | -- | -- | -- | --- |
| Francia   | 6   | 3  | 2  | 0  | 1  | 6  | 3  | +3  |
| Australia | 6   | 3  | 2  | 0  | 1  | 3  | 4  | –1  |
| Túnez     | 4   | 3  | 1  | 1  | 1  | 1  | 1  | 0   |
| Dinamarca | 1   | 3  | 0  | 1  | 2  | 1  | 3  | –2  |

|  | Clasificados a los octavos de final. |

#### Francia vs. Australia
| 22 de noviembre | Francia                                     | 4:1 (2:1) | Australia  | Estadio Al Janoub, Al Wakrah                                               |                                                                            |
| 22:00           | - Rabiot 27' - Giroud 32', 71' - Mbappé 68' | Reporte   | Goodwin 9' | Asistencia: 40 875 espectadores Árbitro(s): Victor Gomes VAR: Drew Fischer | Asistencia: 40 875 espectadores Árbitro(s): Victor Gomes VAR: Drew Fischer |

| 1          | Guardameta     | Hugo Lloris         |     |
| 2          | Defensa        | Benjamin Pavard     | 89' |
| 24         | Defensa        | Ibrahima Konaté     |     |
| 18         | Defensa        | Dayot Upamecano     |     |
| 21         | Defensa        | Lucas Hernández     | 13' |
| 8          | Centrocampista | Aurélien Tchouaméni | 77' |
| 14         | Centrocampista | Adrien Rabiot       |     |
| 11         | Centrocampista | Ousmane Dembélé     | 77' |
| 7          | Centrocampista | Antoine Griezmann   |     |
| 10         | Centrocampista | Kylian Mbappé       |     |
| 9          | Delantero      | Olivier Giroud      | 89' |
| Entrenador | Entrenador     | Didier Deschamps    |     |

| 1          | Guardameta     | Mathew Ryan        |     |
| 16         | Defensa        | Aziz Behich        |     |
| 4          | Defensa        | Kye Rowles         |     |
| 19         | Defensa        | Harry Souttar      |     |
| 3          | Defensa        | Nathaniel Atkinson | 85' |
| 22         | Centrocampista | Jackson Irvine     | 85' |
| 13         | Centrocampista | Aaron Mooy         |     |
| 14         | Centrocampista | Riley McGree       | 73' |
| 23         | Delantero      | Craig Goodwin      | 74' |
| 15         | Delantero      | Mitchell Duke      | 56' |
| 7          | Delantero      | Mathew Leckie      |     |
| Entrenador | Entrenador     | Graham Arnold      |     |

| 22 | Defensa        | Theo Hernández  | 13' |
| 13 | Centrocampista | Youssouf Fofana | 77' |
| 20 | Delantero      | Kingsley Coman  | 77' |
| 5  | Defensa        | Jules Koundé    | 89' |
| 26 | Delantero      | Marcus Thuram   | 89' |

| 25 | Delantero      | Jason Cummings | 56' |
| 11 | Delantero      | Awer Mabil     | 73' |
| 21 | Delantero      | Garang Kuol    | 74' |
| 26 | Centrocampista | Keanu Baccus   | 85' |
| 2  | Defensa        | Milos Degenek  | 85' |

| Anotado | 27' | Adrien Rabiot  | 1–1 |
| Anotado | 32' | Olivier Giroud | 2–1 |
| Anotado | 68' | Kylian Mbappé  | 3–1 |
| Anotado | 71' | Olivier Giroud | 4–1 |

| Anotado | 9' | Craig Goodwin | 0–1 |

| Amonestado | 55'   | Mitchell Duke  |
| Amonestado | 80'   | Jackson Irvine |
| Amonestado | 90+4' | Aaron Mooy     |

| Árbitro             | Victor Gomes      |
| Árbitros asistentes | Zakhele Siwela    |
| Árbitros asistentes | Souru Phatsoane   |
| Cuarto árbitro      | Salima Mukansanga |
| Quinto árbitro      | Kathryn Nesbitt   |
| VAR                 | Drew Fischer      |
| Adicionales VAR     | Adil Zourak       |
| Adicionales VAR     | Kyle Atkins       |
| Adicionales VAR     | Marco Fritz       |
| Adicionales VAR     | Corey Parker      |

| 1          | Guardameta     | Hugo Lloris         |     |
| 2          | Defensa        | Benjamin Pavard     | 89' |
| 24         | Defensa        | Ibrahima Konaté     |     |
| 18         | Defensa        | Dayot Upamecano     |     |
| 21         | Defensa        | Lucas Hernández     | 13' |
| 8          | Centrocampista | Aurélien Tchouaméni | 77' |
| 14         | Centrocampista | Adrien Rabiot       |     |
| 11         | Centrocampista | Ousmane Dembélé     | 77' |
| 7          | Centrocampista | Antoine Griezmann   |     |
| 10         | Centrocampista | Kylian Mbappé       |     |
| 9          | Delantero      | Olivier Giroud      | 89' |
| Entrenador | Entrenador     | Didier Deschamps    |     |

| 1          | Guardameta     | Mathew Ryan        |     |
| 16         | Defensa        | Aziz Behich        |     |
| 4          | Defensa        | Kye Rowles         |     |
| 19         | Defensa        | Harry Souttar      |     |
| 3          | Defensa        | Nathaniel Atkinson | 85' |
| 22         | Centrocampista | Jackson Irvine     | 85' |
| 13         | Centrocampista | Aaron Mooy         |     |
| 14         | Centrocampista | Riley McGree       | 73' |
| 23         | Delantero      | Craig Goodwin      | 74' |
| 15         | Delantero      | Mitchell Duke      | 56' |
| 7          | Delantero      | Mathew Leckie      |     |
| Entrenador | Entrenador     | Graham Arnold      |     |

| 22 | Defensa        | Theo Hernández  | 13' |
| 13 | Centrocampista | Youssouf Fofana | 77' |
| 20 | Delantero      | Kingsley Coman  | 77' |
| 5  | Defensa        | Jules Koundé    | 89' |
| 26 | Delantero      | Marcus Thuram   | 89' |

| 25 | Delantero      | Jason Cummings | 56' |
| 11 | Delantero      | Awer Mabil     | 73' |
| 21 | Delantero      | Garang Kuol    | 74' |
| 26 | Centrocampista | Keanu Baccus   | 85' |
| 2  | Defensa        | Milos Degenek  | 85' |

| Anotado | 27' | Adrien Rabiot  | 1–1 |
| Anotado | 32' | Olivier Giroud | 2–1 |
| Anotado | 68' | Kylian Mbappé  | 3–1 |
| Anotado | 71' | Olivier Giroud | 4–1 |

| Anotado | 9' | Craig Goodwin | 0–1 |

| Amonestado | 55'   | Mitchell Duke  |
| Amonestado | 80'   | Jackson Irvine |
| Amonestado | 90+4' | Aaron Mooy     |

| Árbitro             | Victor Gomes      |
| Árbitros asistentes | Zakhele Siwela    |
| Árbitros asistentes | Souru Phatsoane   |
| Cuarto árbitro      | Salima Mukansanga |
| Quinto árbitro      | Kathryn Nesbitt   |
| VAR                 | Drew Fischer      |
| Adicionales VAR     | Adil Zourak       |
| Adicionales VAR     | Kyle Atkins       |
| Adicionales VAR     | Marco Fritz       |
| Adicionales VAR     | Corey Parker      |

| \| Estadísticas \| \| \| \| Tiros \| 23 \| 4 \| \| Tiros a puerta \| 7 \| 1 \| \| Faltas \| 5 \| 11 \| \| Saques de esquina \| 8 \| 1 \| \| Penaltis \| 0 \| 0 \| \| Fueras de juego \| 0 \| 0 \| \| Posesión de balón \| 63% \| 37% \| | Alineación inicial |                      |
| Estadísticas | Bandera de Francia | Bandera de Australia |
| Tiros | 23                 | 4                    |
| Tiros a puerta | 7                  | 1                    |
| Faltas | 5                  | 11                   |
| Saques de esquina | 8                  | 1                    |
| Penaltis | 0                  | 0                    |
| Fueras de juego | 0                  | 0                    |
| Posesión de balón | 63%                | 37%                  |

#### Francia vs. Dinamarca
| 26 de noviembre | Francia         | 2:1 (0:0) | Dinamarca          | Estadio 974, Doha                                                                    |                                                                                      |
| 19:00           | Mbappé 61', 86' | Reporte   | A. Christensen 68' | Asistencia: 42 860 espectadores Árbitro(s): Szymon Marciniak VAR: Tomasz Kwiatkowski | Asistencia: 42 860 espectadores Árbitro(s): Szymon Marciniak VAR: Tomasz Kwiatkowski |

| 1          | Guardameta     | Hugo Lloris         |       |
| 5          | Defensa        | Jules Koundé        |       |
| 4          | Defensa        | Raphaël Varane      | 75'   |
| 18         | Defensa        | Dayot Upamecano     |       |
| 22         | Defensa        | Theo Hernández      |       |
| 8          | Centrocampista | Aurélien Tchouaméni |       |
| 14         | Centrocampista | Adrien Rabiot       |       |
| 11         | Centrocampista | Ousmane Dembélé     | 75'   |
| 7          | Centrocampista | Antoine Griezmann   | 90+3' |
| 10         | Centrocampista | Kylian Mbappé       |       |
| 9          | Delantero      | Olivier Giroud      | 63'   |
| Entrenador | Entrenador     | Didier Deschamps    |       |

| 1          | Guardameta     | Kasper Schmeichel     |       |
| 2          | Defensa        | Joachim Andersen      |       |
| 6          | Defensa        | Andreas Christensen   |       |
| 3          | Defensa        | Victor Nelsson        |       |
| 13         | Centrocampista | Rasmus Kristensen     | 90+2' |
| 23         | Centrocampista | Pierre-Emile Højbjerg |       |
| 10         | Centrocampista | Christian Eriksen     |       |
| 5          | Centrocampista | Joakim Mæhle          |       |
| 25         | Delantero      | Jesper Lindstrøm      | 85'   |
| 21         | Delantero      | Andreas Cornelius     | 46'   |
| 14         | Delantero      | Mikkel Damsgaard      | 73'   |
| Entrenador | Entrenador     | Kasper Hjulmand       |       |

| 26 | Delantero      | Marcus Thuram   | 63'   |
| 20 | Delantero      | Kingsley Coman  | 75'   |
| 24 | Defensa        | Ibrahima Konaté | 75'   |
| 13 | Centrocampista | Youssouf Fofana | 90+3' |

| 9  | Delantero      | Martin Braithwaite | 46'   |
| 12 | Delantero      | Kasper Dolberg     | 73'   |
| 15 | Centrocampista | Christian Nørgaard | 85'   |
| 26 | Defensa        | Alexander Bah      | 90+2' |

| Anotado | 61' | Kylian Mbappé | 1–0 |
| Anotado | 86' | Kylian Mbappé | 2–1 |

| Anotado | 68' | Andreas Christensen | 1–1 |

| Amonestado | 43' | Jules Koundé |

| Amonestado | 20' | Andreas Christensen |
| Amonestado | 23' | Andreas Cornelius   |

| Árbitro             | Szymon Marciniak                   |
| Árbitros asistentes | Paweł Sokolnicki                   |
| Árbitros asistentes | Tomasz Listkiewicz                 |
| Cuarto árbitro      | Ma Ning                            |
| Quinto árbitro      | Cao Yi                             |
| VAR                 | Tomasz Kwiatkowski                 |
| Adicionales VAR     | Juan Martínez Munuera              |
| Adicionales VAR     | Taleb Al-Marri                     |
| Adicionales VAR     | Alejandro José Hernández Hernández |
| Adicionales VAR     | Mohamed Al-Hammadi                 |

| 1          | Guardameta     | Hugo Lloris         |       |
| 5          | Defensa        | Jules Koundé        |       |
| 4          | Defensa        | Raphaël Varane      | 75'   |
| 18         | Defensa        | Dayot Upamecano     |       |
| 22         | Defensa        | Theo Hernández      |       |
| 8          | Centrocampista | Aurélien Tchouaméni |       |
| 14         | Centrocampista | Adrien Rabiot       |       |
| 11         | Centrocampista | Ousmane Dembélé     | 75'   |
| 7          | Centrocampista | Antoine Griezmann   | 90+3' |
| 10         | Centrocampista | Kylian Mbappé       |       |
| 9          | Delantero      | Olivier Giroud      | 63'   |
| Entrenador | Entrenador     | Didier Deschamps    |       |

| 1          | Guardameta     | Kasper Schmeichel     |       |
| 2          | Defensa        | Joachim Andersen      |       |
| 6          | Defensa        | Andreas Christensen   |       |
| 3          | Defensa        | Victor Nelsson        |       |
| 13         | Centrocampista | Rasmus Kristensen     | 90+2' |
| 23         | Centrocampista | Pierre-Emile Højbjerg |       |
| 10         | Centrocampista | Christian Eriksen     |       |
| 5          | Centrocampista | Joakim Mæhle          |       |
| 25         | Delantero      | Jesper Lindstrøm      | 85'   |
| 21         | Delantero      | Andreas Cornelius     | 46'   |
| 14         | Delantero      | Mikkel Damsgaard      | 73'   |
| Entrenador | Entrenador     | Kasper Hjulmand       |       |

| 26 | Delantero      | Marcus Thuram   | 63'   |
| 20 | Delantero      | Kingsley Coman  | 75'   |
| 24 | Defensa        | Ibrahima Konaté | 75'   |
| 13 | Centrocampista | Youssouf Fofana | 90+3' |

| 9  | Delantero      | Martin Braithwaite | 46'   |
| 12 | Delantero      | Kasper Dolberg     | 73'   |
| 15 | Centrocampista | Christian Nørgaard | 85'   |
| 26 | Defensa        | Alexander Bah      | 90+2' |

| Anotado | 61' | Kylian Mbappé | 1–0 |
| Anotado | 86' | Kylian Mbappé | 2–1 |

| Anotado | 68' | Andreas Christensen | 1–1 |

| Amonestado | 43' | Jules Koundé |

| Amonestado | 20' | Andreas Christensen |
| Amonestado | 23' | Andreas Cornelius   |

| Árbitro             | Szymon Marciniak                   |
| Árbitros asistentes | Paweł Sokolnicki                   |
| Árbitros asistentes | Tomasz Listkiewicz                 |
| Cuarto árbitro      | Ma Ning                            |
| Quinto árbitro      | Cao Yi                             |
| VAR                 | Tomasz Kwiatkowski                 |
| Adicionales VAR     | Juan Martínez Munuera              |
| Adicionales VAR     | Taleb Al-Marri                     |
| Adicionales VAR     | Alejandro José Hernández Hernández |
| Adicionales VAR     | Mohamed Al-Hammadi                 |

| \| Estadísticas \| \| \| \| Tiros \| 21 \| 10 \| \| Tiros a puerta \| 7 \| 2 \| \| Faltas \| 4 \| 9 \| \| Saques de esquina \| 6 \| 4 \| \| Penaltis \| 0 \| 0 \| \| Fueras de juego \| 1 \| 1 \| \| Posesión de balón \| 48% \| 52% \| | Alineación inicial |                      |
| Estadísticas | Bandera de Francia | Bandera de Dinamarca |
| Tiros | 21                 | 10                   |
| Tiros a puerta | 7                  | 2                    |
| Faltas | 4                  | 9                    |
| Saques de esquina | 6                  | 4                    |
| Penaltis | 0                  | 0                    |
| Fueras de juego | 1                  | 1                    |
| Posesión de balón | 48%                | 52%                  |

#### Túnez vs. Francia
| 30 de noviembre | Túnez      | 1:0 (0:0) | Francia | Estadio Ciudad de la Educación, Rayán                                            |                                                                                  |
| 18:00           | Khazri 58' | Reporte   |         | Asistencia: 43 627 espectadores Árbitro(s): Matthew Conger VAR: Abdulla Al-Marri | Asistencia: 43 627 espectadores Árbitro(s): Matthew Conger VAR: Abdulla Al-Marri |

| 16         | Guardameta     | Aymen Dahmen             |     |
| 4          | Defensa        | Yassine Meriah           |     |
| 5          | Defensa        | Nader Ghandri            |     |
| 3          | Defensa        | Montassar Talbi          |     |
| 21         | Centrocampista | Wajdi Kechrida           |     |
| 17         | Centrocampista | Ellyes Skhiri            |     |
| 14         | Centrocampista | Aïssa Laïdouni           |     |
| 12         | Centrocampista | Ali Maâloul              |     |
| 25         | Delantero      | Anis Ben Slimane         | 83' |
| 10         | Delantero      | Wahbi Khazri             | 59' |
| 15         | Delantero      | Mohamed Ali Ben Romdhane | 74' |
| Entrenador | Entrenador     | Jalel Kadri              |     |

| 16         | Guardameta     | Steve Mandanda      |     |
| 3          | Defensa        | Axel Disasi         |     |
| 4          | Defensa        | Raphaël Varane      | 63' |
| 24         | Defensa        | Ibrahima Konaté     |     |
| 25         | Defensa        | Eduardo Camavinga   |     |
| 8          | Centrocampista | Aurélien Tchouaméni |     |
| 13         | Centrocampista | Youssouf Fofana     | 73' |
| 6          | Centrocampista | Mattéo Guendouzi    | 79' |
| 15         | Centrocampista | Jordan Veretout     | 63' |
| 20         | Centrocampista | Kingsley Coman      | 63' |
| 12         | Delantero      | Randal Kolo Muani   |     |
| Entrenador | Entrenador     | Didier Deschamps    |     |

| 9  | Delantero      | Issam Jebali      | 59' |
| 18 | Centrocampista | Ghailene Chaalali | 74' |
| 24 | Defensa        | Ali Abdi          | 83' |

| 17 | Defensa        | William Saliba    | 63' |
| 14 | Centrocampista | Adrien Rabiot     | 63' |
| 10 | Delantero      | Kylian Mbappé     | 63' |
| 7  | Delantero      | Antoine Griezmann | 73' |
| 11 | Delantero      | Ousmane Dembélé   | 79' |

| Anotado | 58' | Wahbi Khazri | 1–0 |

| Amonestado | 28' | Wajdi Kechrida |

| Árbitro             | Matthew Conger      |
| Árbitros asistentes | Mark Rule           |
| Árbitros asistentes | Tevita Makasini     |
| Cuarto árbitro      | Salima Mukansanga   |
| Quinto árbitro      | Neuza Back          |
| VAR                 | Abdulla Al-Marri    |
| Adicionales VAR     | Muhammad Bin Jahari |
| Adicionales VAR     | Taleb Al-Marri      |
| Adicionales VAR     | Fernando Guerrero   |
| Adicionales VAR     | Saud Al-Maqaleh     |

| 16         | Guardameta     | Aymen Dahmen             |     |
| 4          | Defensa        | Yassine Meriah           |     |
| 5          | Defensa        | Nader Ghandri            |     |
| 3          | Defensa        | Montassar Talbi          |     |
| 21         | Centrocampista | Wajdi Kechrida           |     |
| 17         | Centrocampista | Ellyes Skhiri            |     |
| 14         | Centrocampista | Aïssa Laïdouni           |     |
| 12         | Centrocampista | Ali Maâloul              |     |
| 25         | Delantero      | Anis Ben Slimane         | 83' |
| 10         | Delantero      | Wahbi Khazri             | 59' |
| 15         | Delantero      | Mohamed Ali Ben Romdhane | 74' |
| Entrenador | Entrenador     | Jalel Kadri              |     |

| 16         | Guardameta     | Steve Mandanda      |     |
| 3          | Defensa        | Axel Disasi         |     |
| 4          | Defensa        | Raphaël Varane      | 63' |
| 24         | Defensa        | Ibrahima Konaté     |     |
| 25         | Defensa        | Eduardo Camavinga   |     |
| 8          | Centrocampista | Aurélien Tchouaméni |     |
| 13         | Centrocampista | Youssouf Fofana     | 73' |
| 6          | Centrocampista | Mattéo Guendouzi    | 79' |
| 15         | Centrocampista | Jordan Veretout     | 63' |
| 20         | Centrocampista | Kingsley Coman      | 63' |
| 12         | Delantero      | Randal Kolo Muani   |     |
| Entrenador | Entrenador     | Didier Deschamps    |     |

| 9  | Delantero      | Issam Jebali      | 59' |
| 18 | Centrocampista | Ghailene Chaalali | 74' |
| 24 | Defensa        | Ali Abdi          | 83' |

| 17 | Defensa        | William Saliba    | 63' |
| 14 | Centrocampista | Adrien Rabiot     | 63' |
| 10 | Delantero      | Kylian Mbappé     | 63' |
| 7  | Delantero      | Antoine Griezmann | 73' |
| 11 | Delantero      | Ousmane Dembélé   | 79' |

| Anotado | 58' | Wahbi Khazri | 1–0 |

| Amonestado | 28' | Wajdi Kechrida |

| Árbitro             | Matthew Conger      |
| Árbitros asistentes | Mark Rule           |
| Árbitros asistentes | Tevita Makasini     |
| Cuarto árbitro      | Salima Mukansanga   |
| Quinto árbitro      | Neuza Back          |
| VAR                 | Abdulla Al-Marri    |
| Adicionales VAR     | Muhammad Bin Jahari |
| Adicionales VAR     | Taleb Al-Marri      |
| Adicionales VAR     | Fernando Guerrero   |
| Adicionales VAR     | Saud Al-Maqaleh     |

| \| Estadísticas \| \| \| \| Tiros \| 5 \| 10 \| \| Tiros a puerta \| 3 \| 3 \| \| Faltas \| 14 \| 6 \| \| Saques de esquina \| 7 \| 8 \| \| Penaltis \| 0 \| 0 \| \| Fueras de juego \| 3 \| 2 \| \| Posesión de balón \| 34% \| 66% \| | Alineación inicial |                    |
| Estadísticas | Bandera de Túnez   | Bandera de Francia |
| Tiros | 5                  | 10                 |
| Tiros a puerta | 3                  | 3                  |
| Faltas | 14                 | 6                  |
| Saques de esquina | 7                  | 8                  |
| Penaltis | 0                  | 0                  |
| Fueras de juego | 3                  | 2                  |
| Posesión de balón | 34%                | 66%                |

### Octavos de final

#### Francia vs. Polonia
| 4 de diciembre | Francia                          | 3:1 (1:0) | Polonia                  | Estadio Al Thumama, Doha                                                    |                                                                             |
| 18:00          | - Giroud 44' - Mbappé 74', 90+1' | Reporte   | Lewandowski 90+9' (pen.) | Asistencia: 40 989 espectadores Árbitro(s): Jesús Valenzuela VAR: Juan Soto | Asistencia: 40 989 espectadores Árbitro(s): Jesús Valenzuela VAR: Juan Soto |

| 1          | Guardameta     | Hugo Lloris         |       |
| 5          | Defensa        | Jules Koundé        | 90+2' |
| 4          | Defensa        | Raphaël Varane      |       |
| 18         | Defensa        | Dayot Upamecano     |       |
| 22         | Defensa        | Theo Hernández      |       |
| 8          | Centrocampista | Aurélien Tchouaméni | 66'   |
| 14         | Centrocampista | Adrien Rabiot       |       |
| 11         | Centrocampista | Ousmane Dembélé     | 76'   |
| 7          | Centrocampista | Antoine Griezmann   |       |
| 10         | Centrocampista | Kylian Mbappé       |       |
| 9          | Delantero      | Olivier Giroud      | 76'   |
| Entrenador | Entrenador     | Didier Deschamps    |       |

| 1          | Guardameta     | Wojciech Szczęsny     |     |
| 2          | Defensa        | Matty Cash            |     |
| 15         | Defensa        | Kamil Glik            |     |
| 14         | Defensa        | Jakub Kiwior          | 87' |
| 18         | Defensa        | Bartosz Bereszyński   |     |
| 13         | Centrocampista | Jakub Kamiński        | 71' |
| 20         | Centrocampista | Piotr Zieliński       |     |
| 10         | Centrocampista | Grzegorz Krychowiak   | 71' |
| 19         | Centrocampista | Sebastian Szymański   | 64' |
| 24         | Centrocampista | Przemysław Frankowski | 87' |
| 9          | Delantero      | Robert Lewandowski    |     |
| Entrenador | Entrenador     | Czesław Michniewicz   |     |

| 13 | Centrocampista | Youssouf Fofana | 66'   |
| 20 | Delantero      | Kingsley Coman  | 76'   |
| 26 | Delantero      | Marcus Thuram   | 76'   |
| 3  | Defensa        | Axel Disasi     | 90+2' |

| 7  | Delantero      | Arkadiusz Milik | 64' |
| 21 | Centrocampista | Nicola Zalewski | 71' |
| 6  | Centrocampista | Krystian Bielik | 71' |
| 5  | Defensa        | Jan Bednarek    | 87' |
| 11 | Centrocampista | Kamil Grosicki  | 87' |

| Anotado | 44'   | Olivier Giroud | 1–0 |
| Anotado | 74'   | Kylian Mbappé  | 2–0 |
| Anotado | 90+1' | Kylian Mbappé  | 3–0 |

| Anotado · Penal | 90+9' | Robert Lewandowski | 3–1 |

| Amonestado | 31' | Aurélien Tchouaméni |

| Amonestado | 47' | Bartosz Bereszyński |
| Amonestado | 88' | Matty Cash          |

| Árbitro             | Jesús Valenzuela |
| Árbitros asistentes | Jorge Urrego     |
| Árbitros asistentes | Tulio Moreno     |
| Cuarto árbitro      | Kevin Ortega     |
| Quinto árbitro      | Michael Orué     |
| VAR                 | Juan Soto        |
| Adicionales VAR     | Mauro Vigliano   |
| Adicionales VAR     | Neuza Back       |
| Adicionales VAR     | Julio Bascuñán   |
| Adicionales VAR     | Martín Soppi     |

| 1          | Guardameta     | Hugo Lloris         |       |
| 5          | Defensa        | Jules Koundé        | 90+2' |
| 4          | Defensa        | Raphaël Varane      |       |
| 18         | Defensa        | Dayot Upamecano     |       |
| 22         | Defensa        | Theo Hernández      |       |
| 8          | Centrocampista | Aurélien Tchouaméni | 66'   |
| 14         | Centrocampista | Adrien Rabiot       |       |
| 11         | Centrocampista | Ousmane Dembélé     | 76'   |
| 7          | Centrocampista | Antoine Griezmann   |       |
| 10         | Centrocampista | Kylian Mbappé       |       |
| 9          | Delantero      | Olivier Giroud      | 76'   |
| Entrenador | Entrenador     | Didier Deschamps    |       |

| 1          | Guardameta     | Wojciech Szczęsny     |     |
| 2          | Defensa        | Matty Cash            |     |
| 15         | Defensa        | Kamil Glik            |     |
| 14         | Defensa        | Jakub Kiwior          | 87' |
| 18         | Defensa        | Bartosz Bereszyński   |     |
| 13         | Centrocampista | Jakub Kamiński        | 71' |
| 20         | Centrocampista | Piotr Zieliński       |     |
| 10         | Centrocampista | Grzegorz Krychowiak   | 71' |
| 19         | Centrocampista | Sebastian Szymański   | 64' |
| 24         | Centrocampista | Przemysław Frankowski | 87' |
| 9          | Delantero      | Robert Lewandowski    |     |
| Entrenador | Entrenador     | Czesław Michniewicz   |     |

| 13 | Centrocampista | Youssouf Fofana | 66'   |
| 20 | Delantero      | Kingsley Coman  | 76'   |
| 26 | Delantero      | Marcus Thuram   | 76'   |
| 3  | Defensa        | Axel Disasi     | 90+2' |

| 7  | Delantero      | Arkadiusz Milik | 64' |
| 21 | Centrocampista | Nicola Zalewski | 71' |
| 6  | Centrocampista | Krystian Bielik | 71' |
| 5  | Defensa        | Jan Bednarek    | 87' |
| 11 | Centrocampista | Kamil Grosicki  | 87' |

| Anotado | 44'   | Olivier Giroud | 1–0 |
| Anotado | 74'   | Kylian Mbappé  | 2–0 |
| Anotado | 90+1' | Kylian Mbappé  | 3–0 |

| Anotado · Penal | 90+9' | Robert Lewandowski | 3–1 |

| Amonestado | 31' | Aurélien Tchouaméni |

| Amonestado | 47' | Bartosz Bereszyński |
| Amonestado | 88' | Matty Cash          |

| Árbitro             | Jesús Valenzuela |
| Árbitros asistentes | Jorge Urrego     |
| Árbitros asistentes | Tulio Moreno     |
| Cuarto árbitro      | Kevin Ortega     |
| Quinto árbitro      | Michael Orué     |
| VAR                 | Juan Soto        |
| Adicionales VAR     | Mauro Vigliano   |
| Adicionales VAR     | Neuza Back       |
| Adicionales VAR     | Julio Bascuñán   |
| Adicionales VAR     | Martín Soppi     |

| \| Estadísticas \| \| \| \| Tiros \| 16 \| 12 \| \| Tiros a puerta \| 8 \| 3 \| \| Faltas \| 10 \| 8 \| \| Saques de esquina \| 7 \| 1 \| \| Penaltis \| 0 \| 1 \| \| Fueras de juego \| 3 \| 1 \| \| Posesión de balón \| 55% \| 45% \| | Alineación inicial |                    |
| Estadísticas | Bandera de Francia | Bandera de Polonia |
| Tiros | 16                 | 12                 |
| Tiros a puerta | 8                  | 3                  |
| Faltas | 10                 | 8                  |
| Saques de esquina | 7                  | 1                  |
| Penaltis | 0                  | 1                  |
| Fueras de juego | 3                  | 1                  |
| Posesión de balón | 55%                | 45%                |

### Cuartos de final

#### Inglaterra vs. Francia
| 10 de diciembre | Inglaterra      | 1:2 (0:1) | Francia                       | Estadio Al Bayt, Jor                                                          |                                                                               |
| 22:00           | Kane 54' (pen.) | Reporte   | - Tchouaméni 17' - Giroud 78' | Asistencia: 68 895 espectadores Árbitro(s): Wilton Sampaio VAR: Nicolás Gallo | Asistencia: 68 895 espectadores Árbitro(s): Wilton Sampaio VAR: Nicolás Gallo |

| 1          | Guardameta     | Jordan Pickford  |       |
| 2          | Defensa        | Kyle Walker      |       |
| 5          | Defensa        | John Stones      | 90+8' |
| 6          | Defensa        | Harry Maguire    |       |
| 3          | Defensa        | Luke Shaw        |       |
| 8          | Centrocampista | Jordan Henderson | 79'   |
| 4          | Centrocampista | Declan Rice      |       |
| 22         | Centrocampista | Jude Bellingham  |       |
| 17         | Delantero      | Bukayo Saka      | 79'   |
| 9          | Delantero      | Harry Kane       |       |
| 20         | Delantero      | Phil Foden       | 85'   |
| Entrenador | Entrenador     | Gareth Southgate |       |

| 1          | Guardameta     | Hugo Lloris         |     |
| 5          | Defensa        | Jules Koundé        |     |
| 4          | Defensa        | Raphaël Varane      |     |
| 18         | Defensa        | Dayot Upamecano     |     |
| 22         | Defensa        | Theo Hernández      |     |
| 8          | Centrocampista | Aurélien Tchouaméni |     |
| 14         | Centrocampista | Adrien Rabiot       |     |
| 11         | Centrocampista | Ousmane Dembélé     | 79' |
| 7          | Centrocampista | Antoine Griezmann   |     |
| 10         | Centrocampista | Kylian Mbappé       |     |
| 9          | Delantero      | Olivier Giroud      |     |
| Entrenador | Entrenador     | Didier Deschamps    |     |

| 19 | Centrocampista | Mason Mount     | 79'   |
| 10 | Delantero      | Raheem Sterling | 79'   |
| 11 | Delantero      | Marcus Rashford | 85'   |
| 7  | Delantero      | Jack Grealish   | 90+8' |

| 20 | Delantero | Kingsley Coman | 79' |

| Anotado · Penal | 54' | Harry Kane | 1–1 |

| Anotado | 17' | Aurélien Tchouaméni | 1–0 |
| Anotado | 78' | Olivier Giroud      | 1–2 |

| Amonestado | 89' | Harry Maguire |

| Amonestado | 43' | Antoine Griezmann |
| Amonestado | 46' | Ousmane Dembélé   |
| Amonestado | 82' | Theo Hernández    |

| Árbitro             | Wilton Sampaio                     |
| Árbitros asistentes | Bruno Boschilia                    |
| Árbitros asistentes | Bruno Pires                        |
| Cuarto árbitro      | Mohammed Abdulla Hassan Mohamed    |
| Quinto árbitro      | Mohamed Al-Hammadi                 |
| VAR                 | Nicolás Gallo                      |
| Adicionales VAR     | Juan Martínez Munuera              |
| Adicionales VAR     | Neuza Back                         |
| Adicionales VAR     | Alejandro José Hernández Hernández |
| Adicionales VAR     | Ciro Carbone                       |
| Adicionales VAR     | Paolo Valeri                       |

| 1          | Guardameta     | Jordan Pickford  |       |
| 2          | Defensa        | Kyle Walker      |       |
| 5          | Defensa        | John Stones      | 90+8' |
| 6          | Defensa        | Harry Maguire    |       |
| 3          | Defensa        | Luke Shaw        |       |
| 8          | Centrocampista | Jordan Henderson | 79'   |
| 4          | Centrocampista | Declan Rice      |       |
| 22         | Centrocampista | Jude Bellingham  |       |
| 17         | Delantero      | Bukayo Saka      | 79'   |
| 9          | Delantero      | Harry Kane       |       |
| 20         | Delantero      | Phil Foden       | 85'   |
| Entrenador | Entrenador     | Gareth Southgate |       |

| 1          | Guardameta     | Hugo Lloris         |     |
| 5          | Defensa        | Jules Koundé        |     |
| 4          | Defensa        | Raphaël Varane      |     |
| 18         | Defensa        | Dayot Upamecano     |     |
| 22         | Defensa        | Theo Hernández      |     |
| 8          | Centrocampista | Aurélien Tchouaméni |     |
| 14         | Centrocampista | Adrien Rabiot       |     |
| 11         | Centrocampista | Ousmane Dembélé     | 79' |
| 7          | Centrocampista | Antoine Griezmann   |     |
| 10         | Centrocampista | Kylian Mbappé       |     |
| 9          | Delantero      | Olivier Giroud      |     |
| Entrenador | Entrenador     | Didier Deschamps    |     |

| 19 | Centrocampista | Mason Mount     | 79'   |
| 10 | Delantero      | Raheem Sterling | 79'   |
| 11 | Delantero      | Marcus Rashford | 85'   |
| 7  | Delantero      | Jack Grealish   | 90+8' |

| 20 | Delantero | Kingsley Coman | 79' |

| Anotado · Penal | 54' | Harry Kane | 1–1 |

| Anotado | 17' | Aurélien Tchouaméni | 1–0 |
| Anotado | 78' | Olivier Giroud      | 1–2 |

| Amonestado | 89' | Harry Maguire |

| Amonestado | 43' | Antoine Griezmann |
| Amonestado | 46' | Ousmane Dembélé   |
| Amonestado | 82' | Theo Hernández    |

| Árbitro             | Wilton Sampaio                     |
| Árbitros asistentes | Bruno Boschilia                    |
| Árbitros asistentes | Bruno Pires                        |
| Cuarto árbitro      | Mohammed Abdulla Hassan Mohamed    |
| Quinto árbitro      | Mohamed Al-Hammadi                 |
| VAR                 | Nicolás Gallo                      |
| Adicionales VAR     | Juan Martínez Munuera              |
| Adicionales VAR     | Neuza Back                         |
| Adicionales VAR     | Alejandro José Hernández Hernández |
| Adicionales VAR     | Ciro Carbone                       |
| Adicionales VAR     | Paolo Valeri                       |

| \| Estadísticas \| \| \| \| Tiros \| 16 \| 8 \| \| Tiros a puerta \| 8 \| 5 \| \| Faltas \| 10 \| 14 \| \| Saques de esquina \| 5 \| 2 \| \| Penaltis \| 2 \| 0 \| \| Fueras de juego \| 1 \| 2 \| \| Posesión de balón \| 58% \| 42% \| | Alineación inicial    |                    |
| Estadísticas | Bandera de Inglaterra | Bandera de Francia |
| Tiros | 16                    | 8                  |
| Tiros a puerta | 8                     | 5                  |
| Faltas | 10                    | 14                 |
| Saques de esquina | 5                     | 2                  |
| Penaltis | 2                     | 0                  |
| Fueras de juego | 1                     | 2                  |
| Posesión de balón | 58%                   | 42%                |

### Semifinales

#### Francia vs. Marruecos
| 14 de diciembre | Francia                            | 2:0 (1:0) | Marruecos | Estadio Al Bayt, Jor                                                      |                                                                           |
| 22:00           | - T. Hernández 5' - Kolo Muani 79' | Reporte   |           | Asistencia: 68 294 espectadores Árbitro(s): César Ramos VAR: Drew Fischer | Asistencia: 68 294 espectadores Árbitro(s): César Ramos VAR: Drew Fischer |

| 1          | Guardameta     | Hugo Lloris         |     |
| 5          | Defensa        | Jules Koundé        |     |
| 4          | Defensa        | Raphaël Varane      |     |
| 24         | Defensa        | Ibrahima Konaté     |     |
| 22         | Defensa        | Theo Hernández      |     |
| 8          | Centrocampista | Aurélien Tchouaméni |     |
| 13         | Centrocampista | Youssouf Fofana     |     |
| 11         | Centrocampista | Ousmane Dembélé     | 79' |
| 7          | Centrocampista | Antoine Griezmann   |     |
| 10         | Centrocampista | Kylian Mbappé       |     |
| 9          | Delantero      | Olivier Giroud      | 65' |
| Entrenador | Entrenador     | Didier Deschamps    |     |

| 1          | Guardameta     | Yassine Bounou    |     |
| 2          | Defensa        | Achraf Hakimi     |     |
| 18         | Defensa        | Jawad El Yamiq    |     |
| 6          | Defensa        | Romain Saïss      | 21' |
| 20         | Defensa        | Achraf Dari       |     |
| 3          | Defensa        | Noussair Mazraoui | 46' |
| 7          | Centrocampista | Hakim Ziyech      |     |
| 8          | Centrocampista | Azzedine Ounahi   |     |
| 4          | Centrocampista | Sofyan Amrabat    |     |
| 17         | Centrocampista | Sofiane Boufal    | 67' |
| 19         | Delantero      | Youssef En-Nesyri | 66' |
| Entrenador | Entrenador     | Walid Regragui    |     |

| 26 | Delantero | Marcus Thuram     | 65' |
| 12 | Delantero | Randal Kolo Muani | 79' |

| 15 | Centrocampista | Selim Amallah        | 21' 78' |
| 25 | Defensa        | Yahia Attiyat Allah  | 46'     |
| 9  | Delantero      | Abderrazak Hamdallah | 66'     |
| 14 | Delantero      | Zakaria Aboukhlal    | 67'     |
| 16 | Delantero      | Abde Ezzalzouli      | 78'     |

| Anotado | 5'  | Theo Hernández    | 1–0 |
| Anotado | 79' | Randal Kolo Muani | 2–0 |

| Amonestado | 27' | Sofiane Boufal |

| Árbitro             | César Ramos        |
| Árbitros asistentes | Alberto Morín      |
| Árbitros asistentes | Miguel Hernández   |
| Cuarto árbitro      | Jesús Valenzuela   |
| Quinto árbitro      | Jorge Urrego       |
| VAR                 | Drew Fischer       |
| Adicionales VAR     | Nicolás Gallo      |
| Adicionales VAR     | Neuza Back         |
| Adicionales VAR     | Armando Villarreal |
| Adicionales VAR     | Corey Parker       |
| Adicionales VAR     | Fernando Guerrero  |

| 1          | Guardameta     | Hugo Lloris         |     |
| 5          | Defensa        | Jules Koundé        |     |
| 4          | Defensa        | Raphaël Varane      |     |
| 24         | Defensa        | Ibrahima Konaté     |     |
| 22         | Defensa        | Theo Hernández      |     |
| 8          | Centrocampista | Aurélien Tchouaméni |     |
| 13         | Centrocampista | Youssouf Fofana     |     |
| 11         | Centrocampista | Ousmane Dembélé     | 79' |
| 7          | Centrocampista | Antoine Griezmann   |     |
| 10         | Centrocampista | Kylian Mbappé       |     |
| 9          | Delantero      | Olivier Giroud      | 65' |
| Entrenador | Entrenador     | Didier Deschamps    |     |

| 1          | Guardameta     | Yassine Bounou    |     |
| 2          | Defensa        | Achraf Hakimi     |     |
| 18         | Defensa        | Jawad El Yamiq    |     |
| 6          | Defensa        | Romain Saïss      | 21' |
| 20         | Defensa        | Achraf Dari       |     |
| 3          | Defensa        | Noussair Mazraoui | 46' |
| 7          | Centrocampista | Hakim Ziyech      |     |
| 8          | Centrocampista | Azzedine Ounahi   |     |
| 4          | Centrocampista | Sofyan Amrabat    |     |
| 17         | Centrocampista | Sofiane Boufal    | 67' |
| 19         | Delantero      | Youssef En-Nesyri | 66' |
| Entrenador | Entrenador     | Walid Regragui    |     |

| 26 | Delantero | Marcus Thuram     | 65' |
| 12 | Delantero | Randal Kolo Muani | 79' |

| 15 | Centrocampista | Selim Amallah        | 21' 78' |
| 25 | Defensa        | Yahia Attiyat Allah  | 46'     |
| 9  | Delantero      | Abderrazak Hamdallah | 66'     |
| 14 | Delantero      | Zakaria Aboukhlal    | 67'     |
| 16 | Delantero      | Abde Ezzalzouli      | 78'     |

| Anotado | 5'  | Theo Hernández    | 1–0 |
| Anotado | 79' | Randal Kolo Muani | 2–0 |

| Amonestado | 27' | Sofiane Boufal |

| Árbitro             | César Ramos        |
| Árbitros asistentes | Alberto Morín      |
| Árbitros asistentes | Miguel Hernández   |
| Cuarto árbitro      | Jesús Valenzuela   |
| Quinto árbitro      | Jorge Urrego       |
| VAR                 | Drew Fischer       |
| Adicionales VAR     | Nicolás Gallo      |
| Adicionales VAR     | Neuza Back         |
| Adicionales VAR     | Armando Villarreal |
| Adicionales VAR     | Corey Parker       |
| Adicionales VAR     | Fernando Guerrero  |

| \| Estadísticas \| \| \| \| Tiros \| 14 \| 13 \| \| Tiros a puerta \| 3 \| 3 \| \| Faltas \| 10 \| 11 \| \| Saques de esquina \| 2 \| 3 \| \| Penaltis \| 0 \| 0 \| \| Fueras de juego \| 4 \| 3 \| \| Posesión de balón \| 38% \| 62% \| | Alineación inicial |                      |
| Estadísticas | Bandera de Francia | Bandera de Marruecos |
| Tiros | 14                 | 13                   |
| Tiros a puerta | 3                  | 3                    |
| Faltas | 10                 | 11                   |
| Saques de esquina | 2                  | 3                    |
| Penaltis | 0                  | 0                    |
| Fueras de juego | 4                  | 3                    |
| Posesión de balón | 38%                | 62%                  |

### Final

#### Argentina vs. Francia
| 18 de diciembre | Argentina                               | 3:3 (2:2, 2:0) (t. s.)(4:2 p.) | Francia                                    | Estadio Icónico, Lusail                                                              |                                                                                      |
| 18:00           | - Messi 23' (pen.), 108' - Di María 36' | Reporte                        | Mbappé 80' (pen.), 82', 118' (pen.)        | Asistencia: 88 966 espectadores Árbitro(s): Szymon Marciniak VAR: Tomasz Kwiatkowski | Asistencia: 88 966 espectadores Árbitro(s): Szymon Marciniak VAR: Tomasz Kwiatkowski |
|                 |                                         | Tiros desde el punto penal     |                                            |                                                                                      |                                                                                      |
|                 | - Messi - Dybala - Paredes - Montiel    |                                | - Mbappé - Coman - Tchouaméni - Kolo Muani |                                                                                      |                                                                                      |

| 23         | Guardameta     | Emiliano Martínez   |        |
| 26         | Defensa        | Nahuel Molina       | 91'    |
| 13         | Defensa        | Cristian Romero     |        |
| 19         | Defensa        | Nicolás Otamendi    |        |
| 3          | Defensa        | Nicolás Tagliafico  | 120+1' |
| 7          | Centrocampista | Rodrigo de Paul     | 102'   |
| 24         | Centrocampista | Enzo Fernández      |        |
| 20         | Centrocampista | Alexis Mac Allister | 116'   |
| 10         | Delantero      | Lionel Messi        |        |
| 9          | Delantero      | Julián Álvarez      | 103'   |
| 11         | Delantero      | Ángel Di María      | 64'    |
| Entrenador | Entrenador     | Lionel Scaloni      |        |

| 1          | Guardameta     | Hugo Lloris         |        |
| 5          | Defensa        | Jules Koundé        | 120+1' |
| 4          | Defensa        | Raphaël Varane      | 113'   |
| 18         | Defensa        | Dayot Upamecano     |        |
| 22         | Defensa        | Theo Hernández      | 71'    |
| 8          | Centrocampista | Aurélien Tchouaméni |        |
| 14         | Centrocampista | Adrien Rabiot       | 96'    |
| 11         | Centrocampista | Ousmane Dembélé     | 41'    |
| 7          | Centrocampista | Antoine Griezmann   | 71'    |
| 10         | Centrocampista | Kylian Mbappé       |        |
| 9          | Delantero      | Olivier Giroud      | 41'    |
| Entrenador | Entrenador     | Didier Deschamps    |        |

| 8  | Defensa        | Marcos Acuña     | 64'    |
| 4  | Defensa        | Gonzalo Montiel  | 91'    |
| 5  | Centrocampista | Leandro Paredes  | 102'   |
| 22 | Delantero      | Lautaro Martínez | 103'   |
| 6  | Defensa        | Germán Pezzella  | 116'   |
| 21 | Delantero      | Paulo Dybala     | 120+1' |

| 12 | Delantero      | Randal Kolo Muani | 41'    |
| 26 | Delantero      | Marcus Thuram     | 41'    |
| 25 | Centrocampista | Eduardo Camavinga | 71'    |
| 20 | Delantero      | Kingsley Coman    | 71'    |
| 13 | Centrocampista | Youssouf Fofana   | 96'    |
| 24 | Defensa        | Ibrahima Konaté   | 113'   |
| 3  | Defensa        | Axel Disasi       | 120+1' |

| Anotado · Penal | 23'  | Lionel Messi   | 1–0 |
| Anotado         | 36'  | Ángel Di María | 2–0 |
| Anotado         | 108' | Lionel Messi   | 3–2 |

| Anotado · Penal | 80'  | Kylian Mbappé | 2–1 |
| Anotado         | 82'  | Kylian Mbappé | 2–2 |
| Anotado · Penal | 118' | Kylian Mbappé | 3–3 |

|                 |                  | 0:1 | Acierto de penal          | Kylian Mbappé       |
| Lionel Messi    | Acierto de penal | 1:1 |                           |                     |
|                 |                  | 1:1 | Fallo de penal (atajado)  | Kingsley Coman      |
| Paulo Dybala    | Acierto de penal | 2:1 |                           |                     |
|                 |                  | 2:1 | Fallo de penal (desviado) | Aurélien Tchouaméni |
| Leandro Paredes | Acierto de penal | 3:1 |                           |                     |
|                 |                  | 3:2 | Acierto de penal          | Randal Kolo Muani   |
| Gonzalo Montiel | Acierto de penal | 4:2 |                           |                     |

| Amonestado | 45+7' | Enzo Fernández    |
| Amonestado | 90+8' | Marcos Acuña      |
| Amonestado | 114'  | Leandro Paredes   |
| Amonestado | 116'  | Gonzalo Montiel   |
| Amonestado | 120'  | Emiliano Martínez |

| Amonestado | 55'   | Adrien Rabiot  |
| Amonestado | 87'   | Marcus Thuram  |
| Amonestado | 90+5' | Olivier Giroud |

| Árbitro             | Szymon Marciniak   |
| Árbitros asistentes | Paweł Sokolnicki   |
| Árbitros asistentes | Tomasz Listkiewicz |
| Cuarto árbitro      | Ismail Elfath      |
| Quinto árbitro      | Kathryn Nesbitt    |
| VAR                 | Tomasz Kwiatkowski |
| Adicionales VAR     | Juan Soto          |
| Adicionales VAR     | Kyle Atkins        |
| Adicionales VAR     | Fernando Guerrero  |
| Adicionales VAR     | Corey Parker       |
| Adicionales VAR     | Bastian Dankert    |

| 23         | Guardameta     | Emiliano Martínez   |        |
| 26         | Defensa        | Nahuel Molina       | 91'    |
| 13         | Defensa        | Cristian Romero     |        |
| 19         | Defensa        | Nicolás Otamendi    |        |
| 3          | Defensa        | Nicolás Tagliafico  | 120+1' |
| 7          | Centrocampista | Rodrigo de Paul     | 102'   |
| 24         | Centrocampista | Enzo Fernández      |        |
| 20         | Centrocampista | Alexis Mac Allister | 116'   |
| 10         | Delantero      | Lionel Messi        |        |
| 9          | Delantero      | Julián Álvarez      | 103'   |
| 11         | Delantero      | Ángel Di María      | 64'    |
| Entrenador | Entrenador     | Lionel Scaloni      |        |

| 1          | Guardameta     | Hugo Lloris         |        |
| 5          | Defensa        | Jules Koundé        | 120+1' |
| 4          | Defensa        | Raphaël Varane      | 113'   |
| 18         | Defensa        | Dayot Upamecano     |        |
| 22         | Defensa        | Theo Hernández      | 71'    |
| 8          | Centrocampista | Aurélien Tchouaméni |        |
| 14         | Centrocampista | Adrien Rabiot       | 96'    |
| 11         | Centrocampista | Ousmane Dembélé     | 41'    |
| 7          | Centrocampista | Antoine Griezmann   | 71'    |
| 10         | Centrocampista | Kylian Mbappé       |        |
| 9          | Delantero      | Olivier Giroud      | 41'    |
| Entrenador | Entrenador     | Didier Deschamps    |        |

| 8  | Defensa        | Marcos Acuña     | 64'    |
| 4  | Defensa        | Gonzalo Montiel  | 91'    |
| 5  | Centrocampista | Leandro Paredes  | 102'   |
| 22 | Delantero      | Lautaro Martínez | 103'   |
| 6  | Defensa        | Germán Pezzella  | 116'   |
| 21 | Delantero      | Paulo Dybala     | 120+1' |

| 12 | Delantero      | Randal Kolo Muani | 41'    |
| 26 | Delantero      | Marcus Thuram     | 41'    |
| 25 | Centrocampista | Eduardo Camavinga | 71'    |
| 20 | Delantero      | Kingsley Coman    | 71'    |
| 13 | Centrocampista | Youssouf Fofana   | 96'    |
| 24 | Defensa        | Ibrahima Konaté   | 113'   |
| 3  | Defensa        | Axel Disasi       | 120+1' |

| Anotado · Penal | 23'  | Lionel Messi   | 1–0 |
| Anotado         | 36'  | Ángel Di María | 2–0 |
| Anotado         | 108' | Lionel Messi   | 3–2 |

| Anotado · Penal | 80'  | Kylian Mbappé | 2–1 |
| Anotado         | 82'  | Kylian Mbappé | 2–2 |
| Anotado · Penal | 118' | Kylian Mbappé | 3–3 |

|                 |                  | 0:1 | Acierto de penal          | Kylian Mbappé       |
| Lionel Messi    | Acierto de penal | 1:1 |                           |                     |
|                 |                  | 1:1 | Fallo de penal (atajado)  | Kingsley Coman      |
| Paulo Dybala    | Acierto de penal | 2:1 |                           |                     |
|                 |                  | 2:1 | Fallo de penal (desviado) | Aurélien Tchouaméni |
| Leandro Paredes | Acierto de penal | 3:1 |                           |                     |
|                 |                  | 3:2 | Acierto de penal          | Randal Kolo Muani   |
| Gonzalo Montiel | Acierto de penal | 4:2 |                           |                     |

| Amonestado | 45+7' | Enzo Fernández    |
| Amonestado | 90+8' | Marcos Acuña      |
| Amonestado | 114'  | Leandro Paredes   |
| Amonestado | 116'  | Gonzalo Montiel   |
| Amonestado | 120'  | Emiliano Martínez |

| Amonestado | 55'   | Adrien Rabiot  |
| Amonestado | 87'   | Marcus Thuram  |
| Amonestado | 90+5' | Olivier Giroud |

| Árbitro             | Szymon Marciniak   |
| Árbitros asistentes | Paweł Sokolnicki   |
| Árbitros asistentes | Tomasz Listkiewicz |
| Cuarto árbitro      | Ismail Elfath      |
| Quinto árbitro      | Kathryn Nesbitt    |
| VAR                 | Tomasz Kwiatkowski |
| Adicionales VAR     | Juan Soto          |
| Adicionales VAR     | Kyle Atkins        |
| Adicionales VAR     | Fernando Guerrero  |
| Adicionales VAR     | Corey Parker       |
| Adicionales VAR     | Bastian Dankert    |

| \| Estadísticas \| \| \| \| Tiros \| 20 \| 10 \| \| Tiros a puerta \| 10 \| 5 \| \| Faltas \| 26 \| 19 \| \| Saques de esquina \| 6 \| 5 \| \| Penaltis \| 1 \| 2 \| \| Fueras de juego \| 4 \| 4 \| \| Posesión de balón \| 54% \| 46% \| | Alineación inicial   |                    |
| Estadísticas | Bandera de Argentina | Bandera de Francia |
| Tiros | 20                   | 10                 |
| Tiros a puerta | 10                   | 5                  |
| Faltas | 26                   | 19                 |
| Saques de esquina | 6                    | 5                  |
| Penaltis | 1                    | 2                  |
| Fueras de juego | 4                    | 4                  |
| Posesión de balón | 54%                  | 46%                |

## Estadísticas

### Participación de jugadores
| N.° | Pos        | Jugador         | PJ | Minutos jugados | Goles recibidos | Atajos | Tarjetas amarillas | Doble tarjeta amarilla y roja | Tarjetas rojas |
| --- | ---------- | --------------- | -- | --------------- | --------------- | ------ | ------------------ | ----------------------------- | -------------- |
| 1   | Guardameta | Hugo Lloris     | 6  | 570             | 7               | 20     | 0                  | 0                             | 0              |
| 16  | Guardameta | Steve Mandanda  | 1  | 90              | 1               | 2      | 0                  | 0                             | 0              |
| 23  | Guardameta | Alphonse Areola | 0  | 0               | 0               | 0      | 0                  | 0                             | 0              |

| N.° | Pos            | Jugador             | PJ | Minutos jugados | Goles | Asistencias | Tarjetas Amarillas | Doble tarjeta amarilla y roja | Tarjetas rojas |
| --- | -------------- | ------------------- | -- | --------------- | ----- | ----------- | ------------------ | ----------------------------- | -------------- |
| 2   | Defensa        | Benjamin Pavard     | 1  | 89              | 0     | 0           | 0                  | 0                             | 0              |
| 3   | Defensa        | Axel Disasi         | 3  | 90              | 0     | 0           | 0                  | 0                             | 0              |
| 4   | Defensa        | Raphaël Varane      | 6  | 521             | 0     | 0           | 0                  | 0                             | 0              |
| 5   | Defensa        | Jules Koundé        | 6  | 481             | 0     | 0           | 1                  | 0                             | 0              |
| 6   | Centrocampista | Mattéo Guendouzi    | 1  | 79              | 0     | 0           | 0                  | 0                             | 0              |
| 7   | Delantero      | Antoine Griezmann   | 7  | 538             | 0     | 3           | 1                  | 0                             | 0              |
| 8   | Centrocampista | Aurélien Tchouaméni | 7  | 623             | 1     | 0           | 1                  | 0                             | 0              |
| 9   | Delantero      | Olivier Giroud      | 6  | 423             | 4     | 0           | 1                  | 0                             | 0              |
| 10  | Delantero      | Kylian Mbappé       | 7  | 567             | 8     | 2           | 0                  | 0                             | 0              |
| 11  | Delantero      | Ousmane Dembélé     | 7  | 438             | 0     | 2           | 1                  | 0                             | 0              |
| 12  | Delantero      | Randal Kolo Muani   | 3  | 180             | 1     | 0           | 0                  | 0                             | 0              |
| 13  | Centrocampista | Youssouf Fofana     | 6  | 200             | 0     | 0           | 0                  | 0                             | 0              |
| 14  | Centrocampista | Adrien Rabiot       | 6  | 477             | 1     | 1           | 1                  | 0                             | 0              |
| 15  | Centrocampista | Jordan Veretout     | 1  | 63              | 0     | 0           | 0                  | 0                             | 0              |
| 17  | Defensa        | William Saliba      | 1  | 27              | 0     | 0           | 0                  | 0                             | 0              |
| 18  | Defensa        | Dayot Upamecano     | 5  | 480             | 0     | 0           | 0                  | 0                             | 0              |
| 20  | Delantero      | Kingsley Coman      | 6  | 165             | 0     | 0           | 0                  | 0                             | 0              |
| 21  | Defensa        | Lucas Hernández     | 1  | 13              | 0     | 0           | 0                  | 0                             | 0              |
| 22  | Defensa        | Theo Hernández      | 6  | 508             | 1     | 2           | 1                  | 0                             | 0              |
| 24  | Defensa        | Ibrahima Konaté     | 5  | 285             | 0     | 0           | 0                  | 0                             | 0              |
| 25  | Centrocampista | Eduardo Camavinga   | 2  | 139             | 0     | 0           | 0                  | 0                             | 0              |
| 26  | Delantero      | Marcus Thuram       | 5  | 147             | 0     | 2           | 1                  | 0                             | 0              |

### Goleadores
| N.°   | Jugador             | Anotado | PJ | Prom. | Jugada | Cabeza | TL | Penal |
| ----- | ------------------- | ------- | -- | ----- | ------ | ------ | -- | ----- |
| 1     | Kylian Mbappé       | 8       | 7  | 1.14  | 5      | 1      | 0  | 2     |
| 2     | Olivier Giroud      | 4       | 6  | 0.67  | 2      | 2      | 0  | 0     |
| 3     | Randal Kolo Muani   | 1       | 3  | 0.33  | 1      | 0      | 0  | 0     |
| 4     | Adrien Rabiot       | 1       | 6  | 0.17  | 0      | 1      | 0  | 0     |
| 5     | Theo Hernández      | 1       | 6  | 0.17  | 1      | 0      | 0  | 0     |
| 6     | Aurélien Tchouaméni | 1       | 7  | 0.14  | 1      | 0      | 0  | 0     |
| Total | Total               | 16      | 7  | 2.29  | 10     | 4      | 0  | 2     |

### Asistencias
| N.°   | Jugador           | Asistencia | Jugada | Cabeza | TL | SdE |
| ----- | ----------------- | ---------- | ------ | ------ | -- | --- |
| 1     | Antoine Griezmann | 3          | 3      | 0      | 0  | 0   |
| 2     | Kylian Mbappé     | 2          | 2      | 0      | 0  | 0   |
| 3     | Marcus Thuram     | 2          | 2      | 0      | 0  | 0   |
| 4     | Ousmane Dembélé   | 2          | 2      | 0      | 0  | 0   |
| 5     | Theo Hernández    | 2          | 2      | 0      | 0  | 0   |
| 6     | Adrien Rabiot     | 1          | 1      | 0      | 0  | 0   |
| Total | Total             | 12         | 12     | 0      | 0  | 0   |

### Tarjetas disciplinarias
| N.°   | Jugador             | Amonestado | Otorgado · Expulsado | Expulsado | Sanción |
| ----- | ------------------- | ---------- | -------------------- | --------- | ------- |
| 1     | Jules Koundé        | 1          | 0                    | 0         |         |
| 2     | Aurélien Tchouaméni | 1          | 0                    | 0         |         |
| 3     | Antoine Griezmann   | 1          | 0                    | 0         |         |
| 4     | Ousmane Dembélé     | 1          | 0                    | 0         |         |
| 5     | Theo Hernández      | 1          | 0                    | 0         |         |
| 6     | Adrien Rabiot       | 1          | 0                    | 0         |         |
| 7     | Marcus Thuram       | 1          | 0                    | 0         |         |
| 8     | Olivier Giroud      | 1          | 0                    | 0         |         |
| Total | Total               | 8          | 0                    | 0         |         |